# Sepulcher Mountain

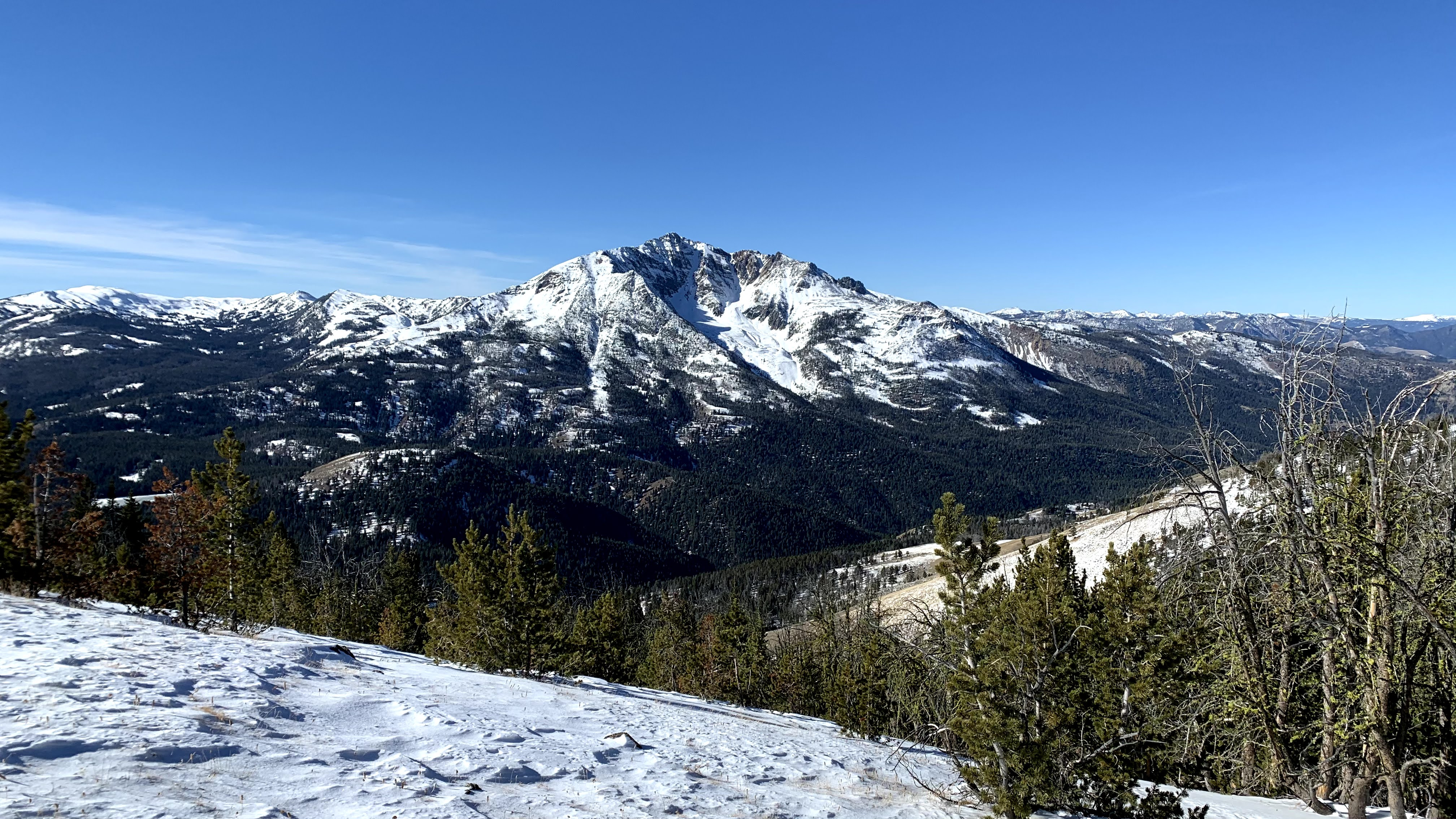
Blick vom Gipfel auf den Electric Peak

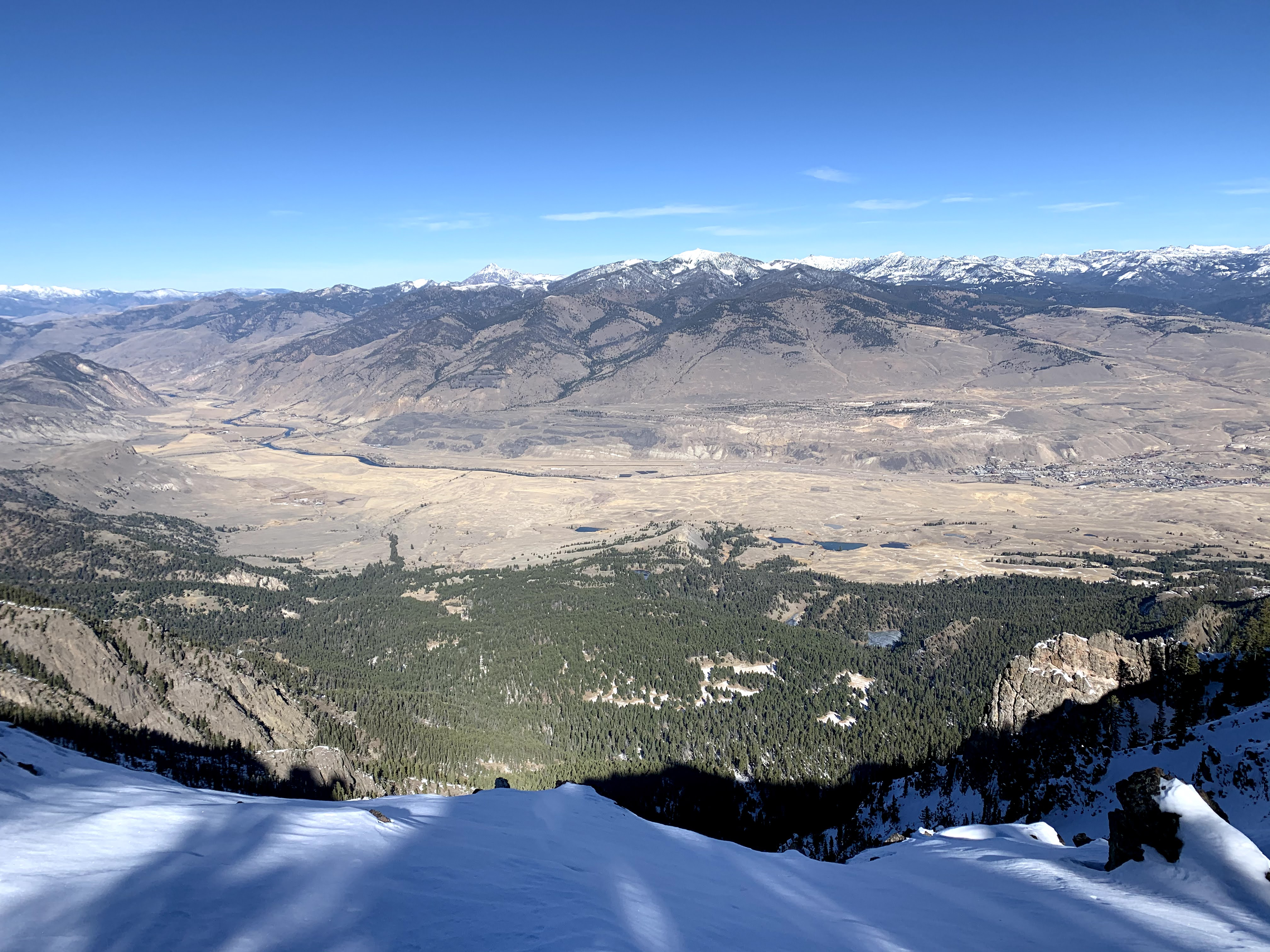
Blick vom Gipfel auf Gardiner, Montana

Der Sepulcher Mountain ist ein Berg im nordwestlichen Teil des Yellowstone-Nationalparks im US-Bundesstaat Wyoming. Sein Gipfel hat eine Höhe von 2940 m. Er befindet sich auf halbem Weg zwischen dem Electric Peak und Mammoth Hot Springs und ist Teil der Gallatin-Range in den Rocky Mountains. Die Grenze zum Bundesstaat Montana liegt nur rund einen Kilometer nördlich.
Der Gipfel kann über einen 11,6 km langen Wanderweg erreicht werden, der in Mammoth Hot Springs startet. Aufgrund seiner Nähe zum Ort wird er vergleichsweise häufig bestiegen.

## Belege
1. ↑  Sepulcher Mountain - Peakbagger.com. Abgerufen am 27. Dezember 2020.
2. ↑  GNIS Detail - Sepulcher Mountain. Abgerufen am 27. Dezember 2020.
3. ↑  Sepulcher Mountain : Climbing, Hiking & Mountaineering : SummitPost. Abgerufen am 27. Dezember 2020.